# Лепехов, Сергей Юрьевич
Сергей Юрьевич Лепехов (род. 14 мая 1950 г., Ленинград) — советский российский востоковед-буддолог, доктор философских наук, профессор, заместитель директора по научной работе Института монголоведения, буддологии и тибетологии Сибирского отделения РАН (2005—2015), главный научный сотрудник Центра восточных рукописей и ксилографов ИМБТ СО РАН, исследователь буддийской культуры и цивилизации, религий Центральной и Восточной Азии.

## Биография
Родился в Ленинграде. Отец, Юрий Георгиевич Лепехов (1926—2010), был инженером-капитаном первого ранга, участвовал в ВОВ, был председателем Совета ветеранов линкора «Новороссийск». Мать, Лепехова Нина Васильевна (1925—2012), преподавала английский язык, пережила блокаду. Во время командировки отца в Китай учился в Первой Русской школе при Генеральном Консульстве СССР в КНР (г. Дальний). С 1958 г. учился в 3-й школе г. Севастополя. В 1976 г. окончил психологический факультет Ленинградского государственного университета. Был распределён в Бурятский институт общественных наук Сибирского отделения АН СССР.
Поступил в аспирантуру Института социологических исследований АН СССР в. Москве.
С 1981 г. — младший научный сотрудник ИОН БФ СО АН СССР.
С 1982 г. руководил группой социальной психологии.
В 1989—1991 гг. стажировался в Институте философии АН СССР.
В 1995 г. в Институте философии РАН защищена кандидатская диссертация «Мировоззренческие основы учения Праджняпарамиты».
В 2000 г. защищена докторская диссертация «Философские концепции ранней Махаяны и генезис буддийской цивилизации».
С 2000 г. — ведущий научный сотрудник, с 2002 г. — главный научный сотрудник, с 2003 г. — заведующий отделом философии и религиоведения, с 2004 г. — заведующий отделом философии, культурологии и религиоведения Института монголоведения, буддологии и тибетологии СО РАН, в 2005—2015 г. — заместитель директора по научной работе. С 2015 г. — главный научный сотрудник Центра восточных рукописей и ксилографов ИМБТ СО РАН.
Одновременно преподавал в ВУЗах Улан-Удэ. С 1996 г. — декан гуманитарного факультета Восточно-Сибирской государственной академии культуры и искусств.
В 2001—2012 гг. — профессор кафедры философии Бурятского государственного университета, профессор кафедры культурологи Восточно-Сибирской государственной академии культуры и искусств. С 2004 г. — профессор по специальности «история философии».
С 2005 г. — действительный член Российской академии социальных наук.
С 2015 г. — член-корреспондент Российской Академии Естествознания.
Дочь — Лепехова Елена Сергеевна (р. 1978), доктор философских наук, старший научный сотрудник Института Востоковедения РАН, Отдел истории и культуры Древнего Востока.

## Награды и почетные звания
Заслуженный деятель науки Республики Бурятия.
Заслуженный ветеран Сибирского Отделения РАН.
Почетный доктор Института философии, социологии и права Монгольской Академии наук.
Награждён Серебряной медалью академика В. А. Коптюга, Почетным знаком Президиума Сибирского отделения РАН «Серебряная сигма», медалью 400-летия добровольного вхождения калмыцкого народа в состав России, медалью 800-летия Великого Монгольского государства (Монгольская республика), медалью Университета нефти Китая (КНР), Большой Серебряной медалью Академии социальных наук Внутренней Монголии (КНР).

## Научная деятельность
Область научных интересов — возникновение и развитие буддийской культуры и цивилизации, религиозные традиции Центральной и Восточной Азии, история буддийской философии, философская компаративистика.
С. Ю. Лепехов в своих работах традиционно подчеркивает значимость не экономических и не социальных факторов, а духовной культуры, и прежде всего, буддийской философии, которая составила идеологическую основу целого ряда политических и культурных образований, обозначаемых для исследователем термином «буддийская цивилизация», Pax Buddhica. Буддизм исследуется в разных национальных ипостасях: индийской, китайской, японской, тибетской, монгольской. Буддийская философия рассматривается как неотъемлемая часть общей индийской философии, все направления которой взаимодействовали между собой. В рамках философской компаративистики исследователь сравнивает различные направления индийской философии, проводит параллели между восточной и западной философской мыслью.
В книге «Философия мадхьямиков и генезис буддийской цивилизации» (1999) автор изучает возникновение и развитие философии Мадхьямики, зарождение ранней Махаяны и распространение её в государстве Ашоки, основные понятия и категории — дхарма, дхьяна, дана, шунья, праджня, асрава и проч. Разбирается влияние идей буддизма на политику, культуру и идеологию стран Центральной и Восточной Азии. Дхарма рассматривается в значении «цивилизационное и культурное начало». Автор считает, что зарождение буддийской цивилизации и появление философии Мадхьямики являются проявлениями одного и того же процесса.
Монография «Мир буддийских идей и монашество в классической японской литературе» (2013) исследует бытие буддийских идей в Японии, возникновение японского буддийского монашества и отражение этих процессов в японской классической литературе. Авторы изучают историю появления японских буддийских философских школ, их идеи и концепции, труды отдельных выдающихся религиозных деятелей. Характеризуя развитие буддизма в период Асука (593—710), исследователи рассматривают отражение его развития в ранней японской литературе и взаимосвязь буддийских и синтоистских культов в фольклоре и моногатари. Описывается процесс преобразования монашества в буддийскую религиозную бюрократию, что показывается на примере монахов Гёки, Гэмбо, Докё и их влияния на внутреннюю политику императорского двора. Авторы анализируют воздействие буддийских школ Санрон, Дзёдзицу, Хоссо, Кэгон и движения Сюгэндо на литературу сэцува. Уделяется внимание развитию этатистского буддизма тэндай, школы сингон, личности Мурасаки Сикибу, проблеме авторства «Повести о Гэндзи» и буддийским идеям в литературе периодов Хэйан и Муромати.

## Основные работы

### Монографии, учебники
- Мир Будды и китайская цивилизация / В. П. Андросов, И. А. Боронина, Т. П. Григорьева, С. Ю. Лепехов и др. М.: Толк, 1996. 416 с.
- Буддийская философия в средневековой Японии / А. Н. Игнатович, Л. Б. Карелова, Ю. Б. Козловский, С. Ю. Лепехов. М.: Ладомир, 1998. 392 с.
- Философия мадхьямиков и генезис буддийской цивилизации. Улан-Удэ: Изд-во БНЦ СО РАН, 1999. 238 с.
- Герменевтика буддизма / С. Ю. Лепехов, А. М. Донец, С. П. Нестеркин. Улан-Удэ: БНЦ СО РАН. 2006. 264 с.
- История религий: Учебное пособие / В. П. Андросов, Ю. В. Зудов, В. М. Лавров, С. Ю. Лепехов, М. В. Таганов и др. М.: Русское слово, 2007.
- Земля Ваджрапани. Буддизм в Забайкалье / Ц. П. Ванчикова, М. И. Гомбоева, С. Ю. Лепехов, С. П. Нестеркин и др. Т. 4. М., 2008. 600 с.
- Humanistic Base Texts and the Mahāyāna Sūtras / L. Chandra, M. Dietrich, A. Herkel, T. Kulmar, S. Lepekhov & others / Studia in ho№rem Linnart Mäll // Studia Orientalia Tartunesia. Series №va. Vol. III. Tartu. 2008.
- 2600 Years of Sambuddhatva: Global Journey of Awakening /O. Abenayaka, O. Gunasekera, I. Harris, S. Lepekhov & others / Asanga Tilakaratne (ed.). Colombo: The Ministry of Buddhasasana and Religious Affairs, Government of Sri Lanka, 2012. P. 356—372; P. 373—378.
- Мир буддийских идей и монашество в классической японской литературе. Улан-Удэ: Изд-во БНЦ СО РАН. 2013. 445 с. (соавт. Е. С. Лепехова)

### Статьи
- Опыт социально-психологического изучения ценностных ориентаций общества «Игуаньдао» // II Всесоюзная школа востоковедов. Т. I, Ч. II. М.: Наука, 1982. С. 282—284.
- Психологические проблемы в «Хридая-сутре» // Психологические аспекты буддизма. Новосибирск: Наука, 1986. С. 90-103.
- Сравнительный анализ традиций Абхидхармы и Праджняпарамиты // Философские и социальные аспекты буддизма. М., 1989. С. 65-81.
- Шунья и антара-бхава (бардо) // История и культура народов Центральной Азии. Улан-Удэ, 1993. С. 63-79.
- К вопросу о генезисе и истолковании некоторых категорий в индийском буддизме // Россия-Индия: перспективы регионального сотрудничества. М., 2002. С. 133—180.
- The Autobiographical Genre of Travelogues in the Works of Spiritual Leaders in the Beginning of the 20th Century: Lubsan-Sandan Tsyde№v and Agvan Dorzhiyev // The International Symposium on Mongolian Studies of China. Huhhot, China, 2005. P. 167—169.
- Онтология махаяны и проблемы экологической этики // Экологическая этика и устойчивое развитие туризма. Улан-Удэ, 2007. С. 28-79.
- Мир Центральной Азии // Восток. № 1. 2008. С. 154—166.
- Философия и общественные науки в развивающихся странах // Восток. № 3. 2010. С. 146—152.
- Исторический опыт взаимодействия народов и цивилизаций // Восток. № 1. 2012. С. 139—148.
- Наука и буддизм // Восток. № 1. 2013. С. 159—164.
- Буддизм в изменяющемся мире // Восток. № 6. 2014. С. 152—158.
- The Problem of Text and «Personality Context»: Intercultural Approach (Oriental Dimension) // Philosophy Study. (USA) March 2014, Vol. 4. №. 3. P. 224—231.
- Присутствие востока в немецкой философии // Вестник Бурятского государственного университета. 2018. № 3-2. С. 43-55.
- Взаимодействие мировых религий во Внутренней Азии // Культурное пространство России и Монголии. Улан-Удэ, 2019. С. 182—192[5].